# Bulbostylis festucoides
Bulbostylis festucoides är en halvgräsart som först beskrevs av Jean Louis Marie Poiret, och fick sitt nu gällande namn av Charles Baron Clarke. Bulbostylis festucoides ingår i släktet Bulbostylis och familjen halvgräs. Inga underarter finns listade i Catalogue of Life.